# Haut à courroies
De haut à courroies (Frans voor 'bandjes bovenaan') is het vroegste tasontwerp van Hermès. De tas zou de latere Kelly- en Birkin-tassen inspireren. De naam van de tas wordt vaak afgekort naar HAC(-tas).

## Geschiedenis
De HAC-tas werd in 1892 ontworpen. Het is daarmee de eerste tas die Hermès ontworpen heeft. De tas wordt tegenwoordig nog altijd uitgegeven. De originele HAC was bedoeld voor paardrijders. De tas was relatief groot zodat er een zadel en een paar rijlaarzen in paste. De tas had lange handvatten zodat deze eventueel aan een zadel konden worden vastgemaakt. De ontwerper van de tas, Emile-Maurice Hermès was een kleinzoon van Thierry Hermès, de oprichter van het bedrijf. Hij werd in het ontwerp van de tassen ook geïnspireerd door ruiters.
De HAC zou in de jaren 1930 de Kelly-tas inspireren. De Birkin-tas werd op zowel de Kelly- en de HAC-tas gebaseerd en kwam uit in 1984.

## Ontwerp
De Birkin-tas en de HAC hebben een zeer op elkaar lijkend design. Het grootste verschil is dat de Birkin wat gedrongener is dan de HAC. Dit werkt door in de hoogte van de tas en in de handvatten van de tas. Ook het metaalbeslag dat gebruikt wordt op de tassen verschilt van vorm. De tassen hebben wel een vergelijkbare trapeziumvorm. Verder hebben zowel de Birkin als de HAC twee handvatten, in tegenstelling tot de Kelly die slechts één handvat heeft. De tas is beschikbaar in een breedte van 27, 32, 40, 45, 50, 55, en 60 centimeter. De laatste drie groottes zijn momenteel het populairst.

## Doelgroep
Doordat de HAC wat grover is dan de Birkin, vooral in de grotere groottes, zijn deze tassen ook populair bij mannen. De doelgroep is dan ook wat groter dan bij de Kelly en de Birkin - hoewel deze laatste tas ook door mannen wordt gebruikt. Ondanks de grotere doelgroep is de verkoop miniem. Prijzen van meer dan 20 000 euro of zelfs 100 000 euro bij doorverkoop zijn dan ook niet ongebruikelijk.

### Gebruik(st)ers
Onder beroemdheden is de HAC ook populair. Onderstaande bekendheden zijn gezien met een HAC-tas:
- Marc Jacobs[10]
- Travis Scott[11]
- Katie Holmes[11]
- Pharrell Williams[11]
- Kendall Jenner[11]